# ダヴィト・トケシェラシヴィリ
ダヴィト・トケシェラシヴィリ（グルジア語: დავით ტყეშელაშვილი、グルジア語ラテン翻字: Davit Tkeshelashvili、1969年10月16日 - ）は、ジョージアの政治家。2010年から2013年5月まで大統領府長官を務めた。

## 生い立ち
トビリシ国立大学を卒業し、法学の修士号を取得。1987年から1989年まで義務兵役。2005年にエドマンド・マスキー奨学金を得て、2006年に米ジョージア州アトランタのエモリー大学で法学修士号を取得。

## 初期の政治経歴
1993年から1995年までジョージア市民同盟の若手組織で政務秘書官を務め、若手組織の副代表に就任。1995年以降、トケシェラシヴィリは各国の選挙システムを視察し、それを政治活動や政党設立へと活かしてきた。彼はジョージア市民同盟の若手組織のリーダーとして、政治キャリアをスタートした。ジョージア市民同盟は元ソ連外相で後のジョージア大統領となるエドゥアルド・シェワルナゼを首領として、1995年から2003年まで活動した。トケシェラシヴィリは1995年にジョージア国会議員に当選し、2006年まで議員を務めた。トケシェラシヴィリは国会議員としての11年間において、多数党副院内総務、メディア関係小委員会委員長、人権非政府組織委員会委員長を歴任。2003年からは統一国民運動に加わり、エドゥアルド・シェワルナゼ大統領を退陣に追い込んだ、2003年のいわゆる「バラ革命」に積極的に参加した。

## 政権参加
トケシェラシヴィリは2006年に環境・天然資源保護大臣として政権に参加。2007年から2008年まで労働・保健・社会保障大臣を務めた。2008年から2010年にかけて、トケシェラシヴィリは地域開発や地方自治改革を主導した。地方発展インフラ省が設立されると、トケシェラシヴィリはその初代大臣となり、地方分権化と持続可能な地域開発のための構造改革・政策刷新を推し進めた。2010年6月から2013年5月まで大統領府長官を務めた。

## エモリー大学
トケシェラシヴィリはエモリー大学法科大学院の国際法学・比較法学センターにて副所長を務めた。彼は法学の教授として国際公法の課程を指導。また過渡期の民主主義における法の支配や制度開発に関する様々なプロジェクトに参画した。2006年に米ジョージア州名誉市民として顕彰。2008年にはシェス国際同窓功労賞を受賞。
トケシェラシヴィリはエモリー大学で教鞭をとり、ヨーロッパの金融工学企業に助言を行っている。

## 家族
トケシェラシヴィリは既婚であり、子が2人いる。